# Андерш, Альфред
А́льфред Ге́льмут А́ндерш (нем. Alfred Hellmuth Andersch; 4 февраля 1914 — 21 февраля 1980, Берцона) — немецкий писатель, публицист и радиоредактор. Родился в семье консервативного прусского офицера. Его брат Мартин также был писателем.

## Биография
В 1930 году, завершив обучение на книготорговца, Андерш вступил в Коммунистическую партию Германии. За свою политическую деятельность в 1933 году Андерш был на 6 месяцев отправлен в концентрационный лагерь Дахау. После освобождения он покидает партию и вступает в фазу депрессии и полной интровертности. Именно в это время он впервые начинает заниматься искусством, приняв философию «внутренней эмиграции» — оставаясь в Германии, он в то же время духовно находится в оппозиции к гитлеровскому режиму. В 1935 женится на Ангелике Альберт, из немецко-еврейской семьи, у них рождается дочь (развод с женой будет оформлен в 1943).
В 1940 году Андерш был призван в вермахт, но уже в 1941 году (вероятно, из-за еврейского происхождения жены) его исключают из рядов вермахта. Андерш вновь призван в 1943 году. 7 июня 1944 года он дезертирует близ Орьоло-Романо в Италии и сдаётся американцам. Он был вывезен в США в качестве военнопленного и был интернирован в Camp Ruston в Луизиане и других лагерях. В это время он становится редактором газеты для военнопленных Der Ruf («Зов»).
После возвращения в 1945 году в Германию Андерш работал помощником редактора Эриха Кестнера в мюнхенской Neue Zeitung. В 1946—1947 годах он совместно с художником Хансом Рихтером работает над публикацией ежемесячного литературного журнала Der Ruf, который выходил в американской оккупационной зоне, пока не был запрещен американскими военными властями за нигилизм. В последующие годы Андерш работал совместно с литературным кружком «Группа 47», в который входили также писатели Ингеборг Бахман, Вольфганг Хильдесхаймер, Арно Шмидт, Ханс Магнус Энценсбергер и Гельмут Хайссенбюттель. В 1948 году выходит в свет очерк Deutsche Literatur in der Entscheidung («Немецкая литература в решающий момент»), в которой он приходит к выводу, в духе американской послевоенной программы «перевоспитания», что литература будет играть решающую роль в моральных и интеллектуальных переменах в Германии.
С 1948 года Андерш занимал ведущие позиции на радиостанциях во Франкфурте и Гамбурге. В 1950 году он женится на Гизеле Андерш (урождённой Дихганс). В 1952 году выходит его автобиографическая работа «Die Kirschen der Freiheit» («Вишни свободы»). В ней Андерш размышляет над своим дезертирством и интерпретирует его как «поворотный момент», в котором он смог впервые почувствовать себя свободным человеком. Сходной теме посвящена его, возможно, самая значительная работа — опубликованный в 1957 году рассказ «Занзибар, или Последняя причина» (Sansibar oder der letzte Grund). На его основе в 1980-х годах был поставлен фильм, в 1994 году написана опера Э. Майера.
С 1958 года Андерш жил в Берцоне в Швейцарии. В 1972 году он стал мэром этого городка. После «Занзибара» была написана «Рыжая» (Die Rote, 1960, экранизация «Рыжая» (1962), реж. Хельмут Койтнер) (переиздание в 1972), «Эфраим» в 1967, и, в 1974, Winterspelt («Винтерспельт»), который тематически очень близок к «Занзибару», но более сложен композиционно. В 1977 году Андерш публикует антологию поэзии. Альфред Андерш умер 21 февраля 1980 года в Берцоне. Незавершенный рассказ Der Vater eines Mörders («Отец убийцы») был опубликован в том же году посмертно.

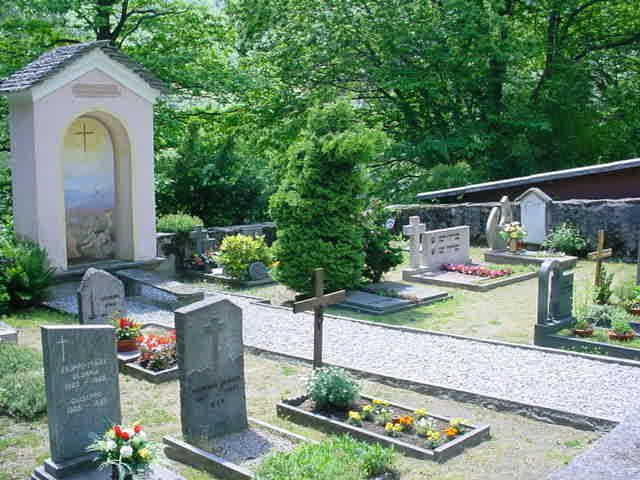
Могила Андерша

## Тематика
Альфред Андерш анализировал проблемы современного ему послевоенного поколения. В своих работах — романах, рассказах и радиопьесах, он описывает, прежде всего, неудачников, и размышляет над своим политическим и моральным опытом. Он часто поднимает в качестве центральной темы вопрос о свободе воли личности. В многочисленных очерках он выражает своё мнение по различным литературным и культурным вопросам, в частности, он часто указывал на значимость Эрнста Юнгера. По меткому анализу Зебальда, литература Андерша служит для него средством спрямления собственной биографии.

## Издания на русском языке
- Винтерспельт. М.: Художественная литература, 1979
- Рассказы. М.: Художественная литература, 1981
- Винтерспельт. Отец убийцы. Рассказы. М.: Радуга, 1987 (Мастера современной прозы)
- Занзибар, или последняя причина. М.: Прогресс-Традиция, 2002